# Nicole Strahm-Lavanchy
Nicole Strahm-Lavanchy (* 1. März 1961) ist eine Schweizer Politikerin (LDP) und wohnt in Riehen.

## Leben und Wirken
Nicole Strahm-Lavanchy ist seit Februar 2021 Mitglied des Grossen Rats Basel-Stadt. Im April 2018 wurde sie für vier Jahre zur Präsidentin der LDP Riehen/Bettingen, im Mai 2018 in den Vorstand der LDP Basel-Stadt gewählt.
Strahm-Lavanchy arbeitet als Leiterin der Veranstaltungen beim Gewerbeverband Basel-Stadt. Sie ist ehrenamtliche Präsidentin der Stiftung Tierpark Lange Erlen.

## Veröffentlichungen
- 100 Jahre Tram nach Riehen. In: Jahrbuch z’Rieche 2008 (online).